# 李詠裳
李詠裳（1860年—1953年），清末民国航运业实业家、银行家。

## 生平[1]
生于大清宁波府镇海县（今属于宁波市北仑区）。出自小港李家，谱名厚垣，字永祥。1886年，赴上海谋生。早年在久大沙船号做学徒，后升任经理，经营长江航运和海运贸易。1905年，投资上海新兴的钱庄业，开设会余钱庄。合伙同族李也亭孙李屑清于1903年开设同余钱庄，李如山于1906年开设崙余钱庄，成立家族式联网“余”字号钱庄，是中国近现代民族联网银行的雏形。但6家“余”字钱庄于1911年至1912年间纷纷歇业。
1919年，李咏裳再次先后投资三家钱庄。1919年，在上海开设渭源钱庄。1923年，与徐庆云合资，在上海开设敦余钱庄。1931年，与秦君安家族、徐庆云家族合伙在上海开设恒撰钱庄，并聘请俞佐庭任经理。
李后来转而投资新兴近代银行。曾创办上海中华劝工银行，任董事长。曾任四川银行董事长，中华商业银行董事。
1953年，逝世于上海，享年93岁。

## 家庭
李咏裳出自小港李家，是第三代代表人物之一。是李听涛侄，晚清进士李濂水子，小港李家乾房李弼安孙。李咏裳也是银行家俞佐庭、俞佐宸兄弟的表叔。
夏启瑜母李金娥，是小港李家坤房长女。李咏裳有女李辉，嫁夏雨生，得子夏功权（李咏裳外孙），为台湾著名外交家。夏雨生父亦为晚清进士，与李咏裳父李濂水为故交。
李咏裳二弟李善祥，为著名实业家。
李咏裳长子李祖华，子李祖泰，均为实业家。